# Osjaków
Osjaków – miasto w Polsce, położone w województwie łódzkim, w powiecie wieluńskim, siedziba miejsko-wiejskiej gminy Osjaków. Leży nad Wartą, przy drodze krajowej nr 74 z Wielunia do Piotrkowa Trybunalskiego. Jest miejscem etapowym spływów kajakowych.
Osjaków uzyskał lokację miejską około 1446 roku, zdegradowany do rangi osady w 1793 roku.
W latach 1867–1953 był siedzibą gminy Radoszewice w powiecie wieluńskim, 1953–1954 – gminy Osjaków, 1954–1972 – gromady Osjaków, a od 1973 – reaktywowanej gminy Osjaków.
W latach 1975–1998 należał administracyjnie do województwa sieradzkiego.
1 stycznia 2024 odzyskał status miasta.
| SIMC    | Nazwa       | Rodzaj       |
| ------- | ----------- | ------------ |
| 0708437 | Ewarystów   | część miasta |
| 0708443 | Glinianki   | część miasta |
| 0708450 | Lesisko     | część miasta |
| 0708466 | Mazurka     | część miasta |
| 0708472 | Wesołe Kąty | część miasta |

## Historia
Pierwsze wzmianki o osadzie pochodzą z 1299 r. Przed 1446 r. wieś otrzymała prawa miejskie, nie rozwinęła się jednak nigdy w znaczący ośrodek miejski i utraciła je w 1793 r. na skutek pożaru, który strawił większość zabudowań.
Od dawna pozyskiwano tu żelazo z rudy darniowej. W 1563 r. powstała pierwsza kuźnica. Jeszcze w okresie międzywojennym w okolicach Osjakowa (Józefina, Jasień, Czernice) wydobywano rudę i transportowano ją do huty „Kościuszko” i „Pokój” na Śląsku oraz do Częstochowy.
W 1791 r. Osjaków należał do Józefa Masłowskiego. W XIX w. należał do Psarskich herbu Jastrzębiec. Za udział w powstaniu styczniowym Józef Psarski i Władysław Ostrzycki z Osjakowa zostali zesłani na Sybir.
Jest miastem partnerskim francuskiego Trévol.

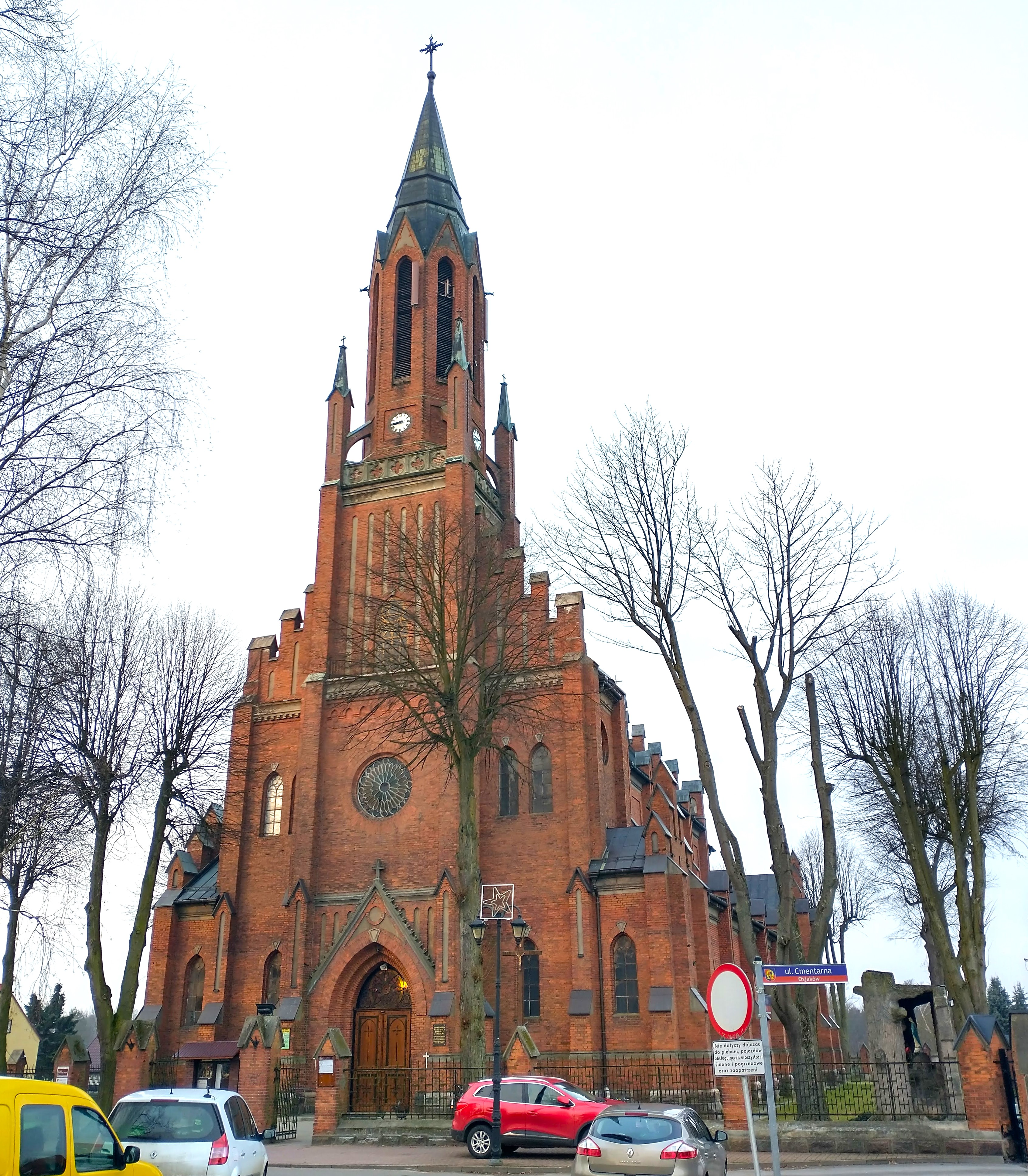
Kościół św. Kazimierza Królewicza w Osjakowie
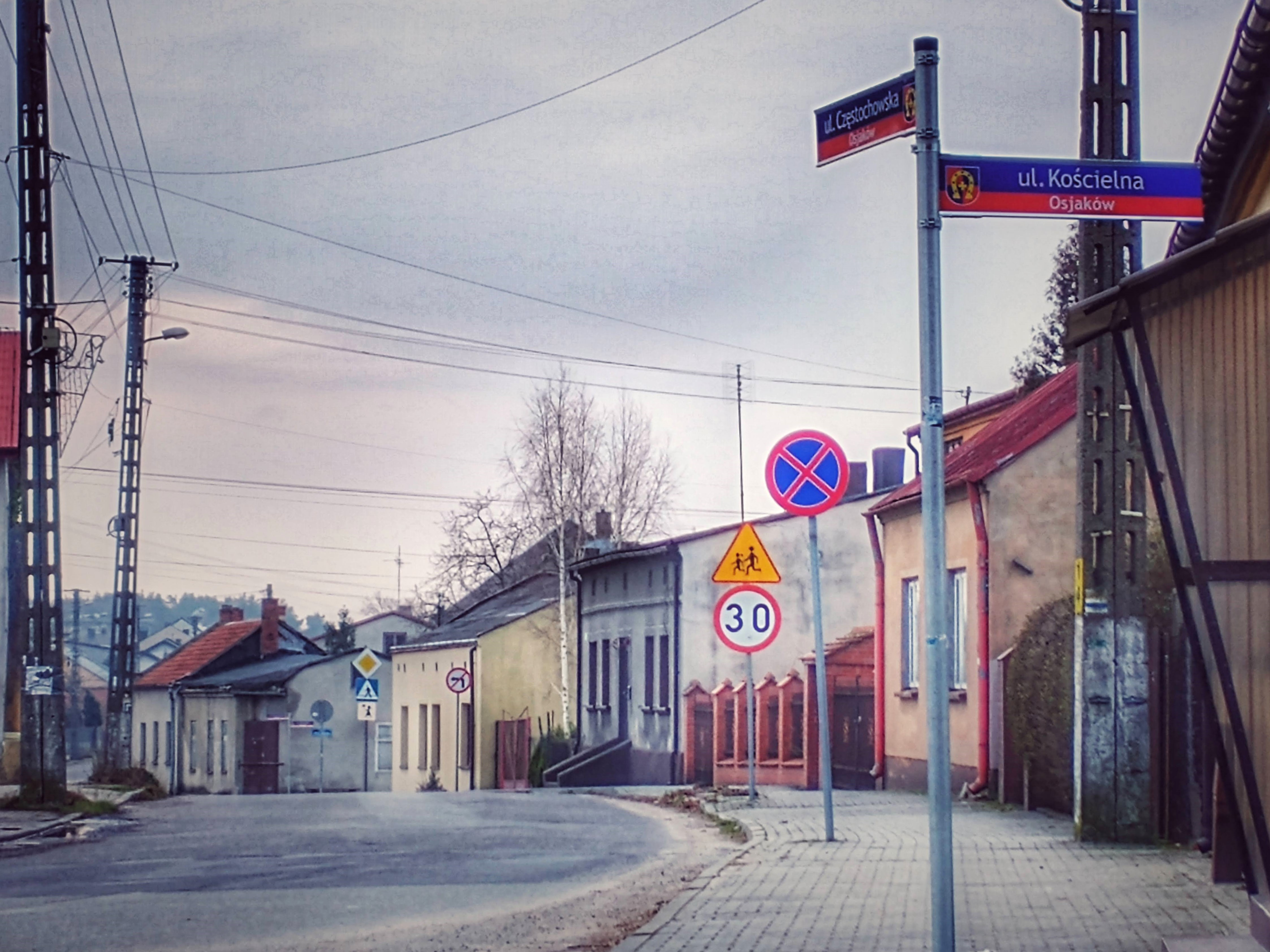
Fragment ulicy Częstochowskiej
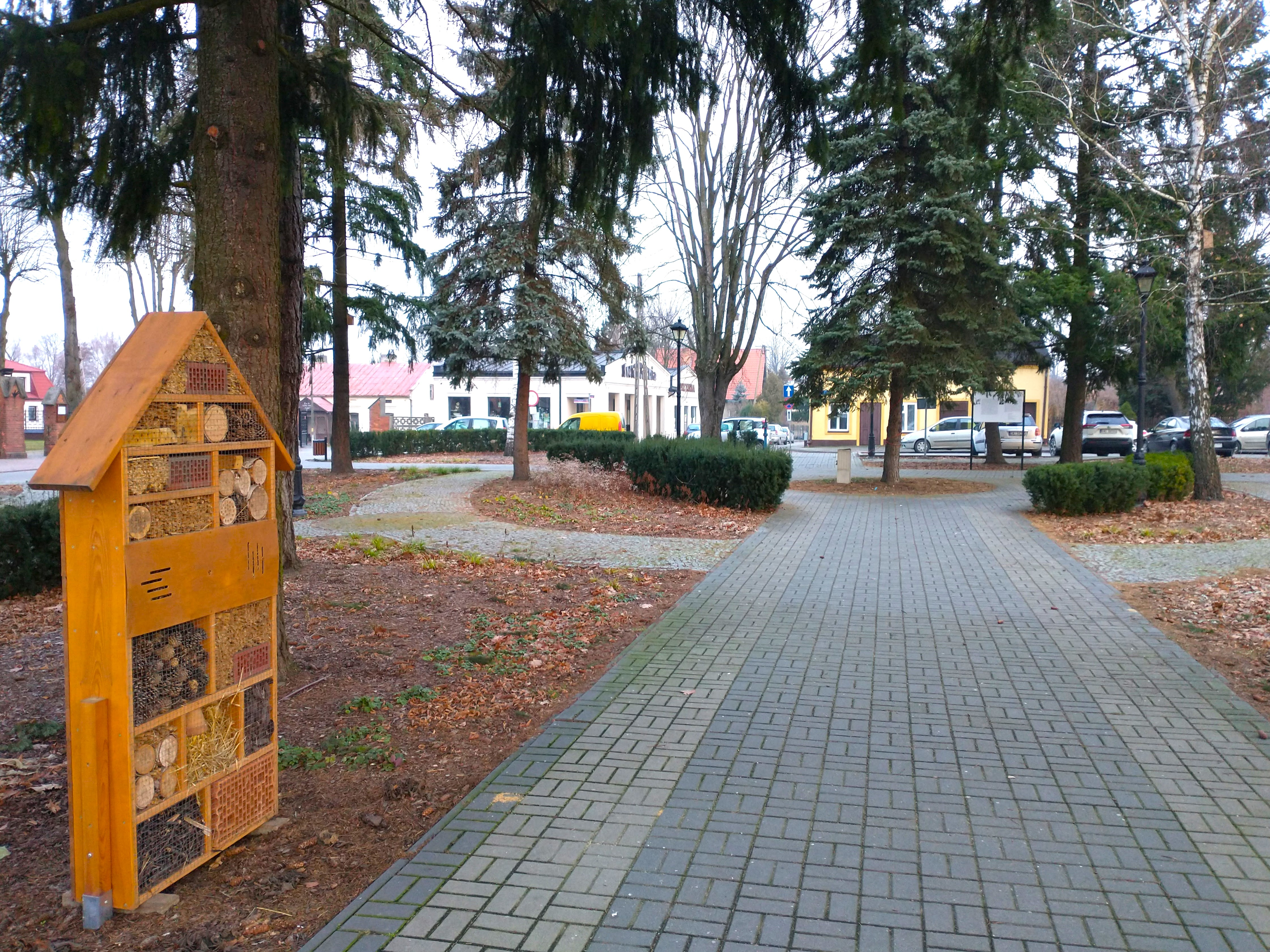
Fragment rynku
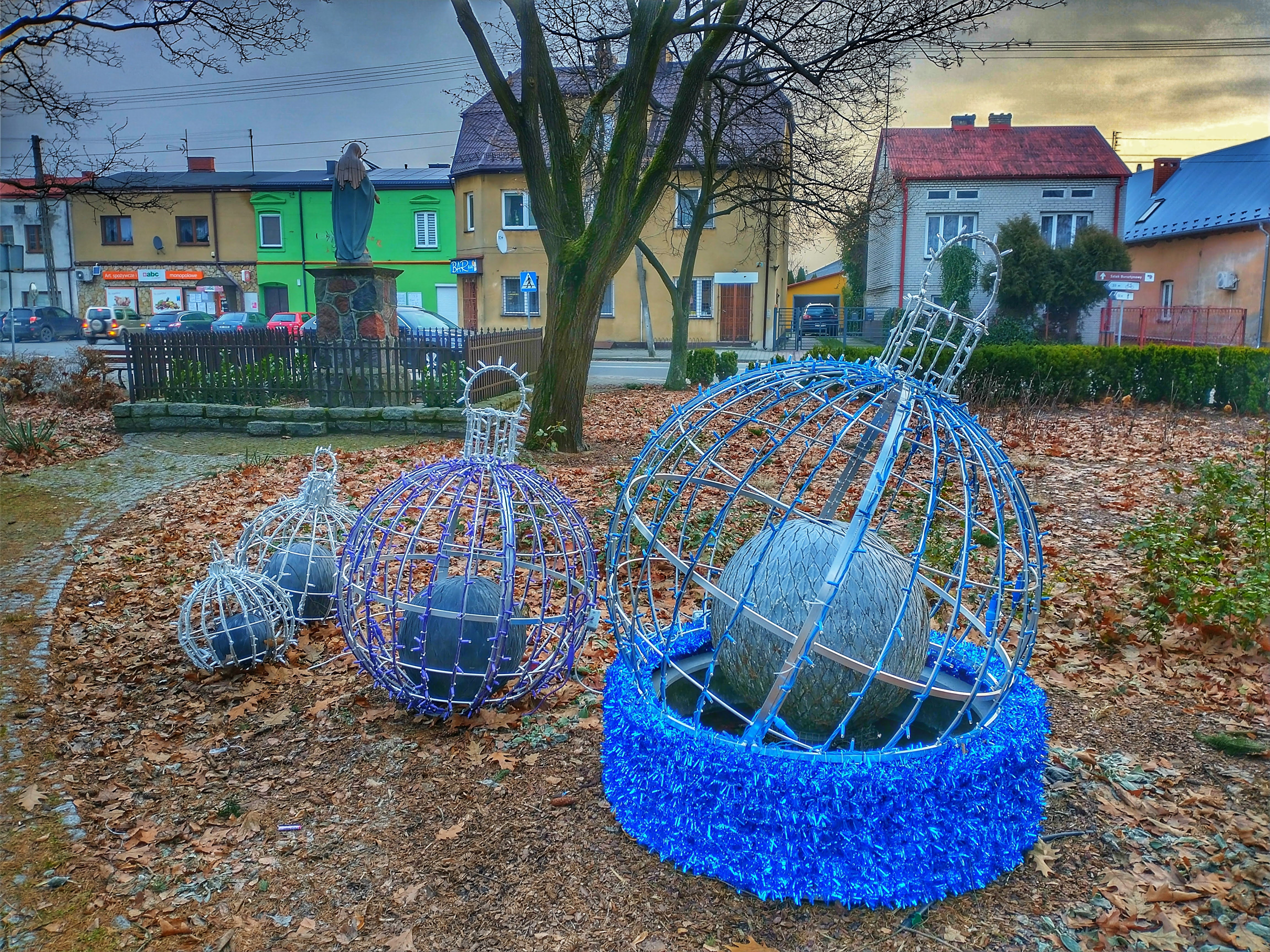
Fragment rynku w świątecznym wystroju
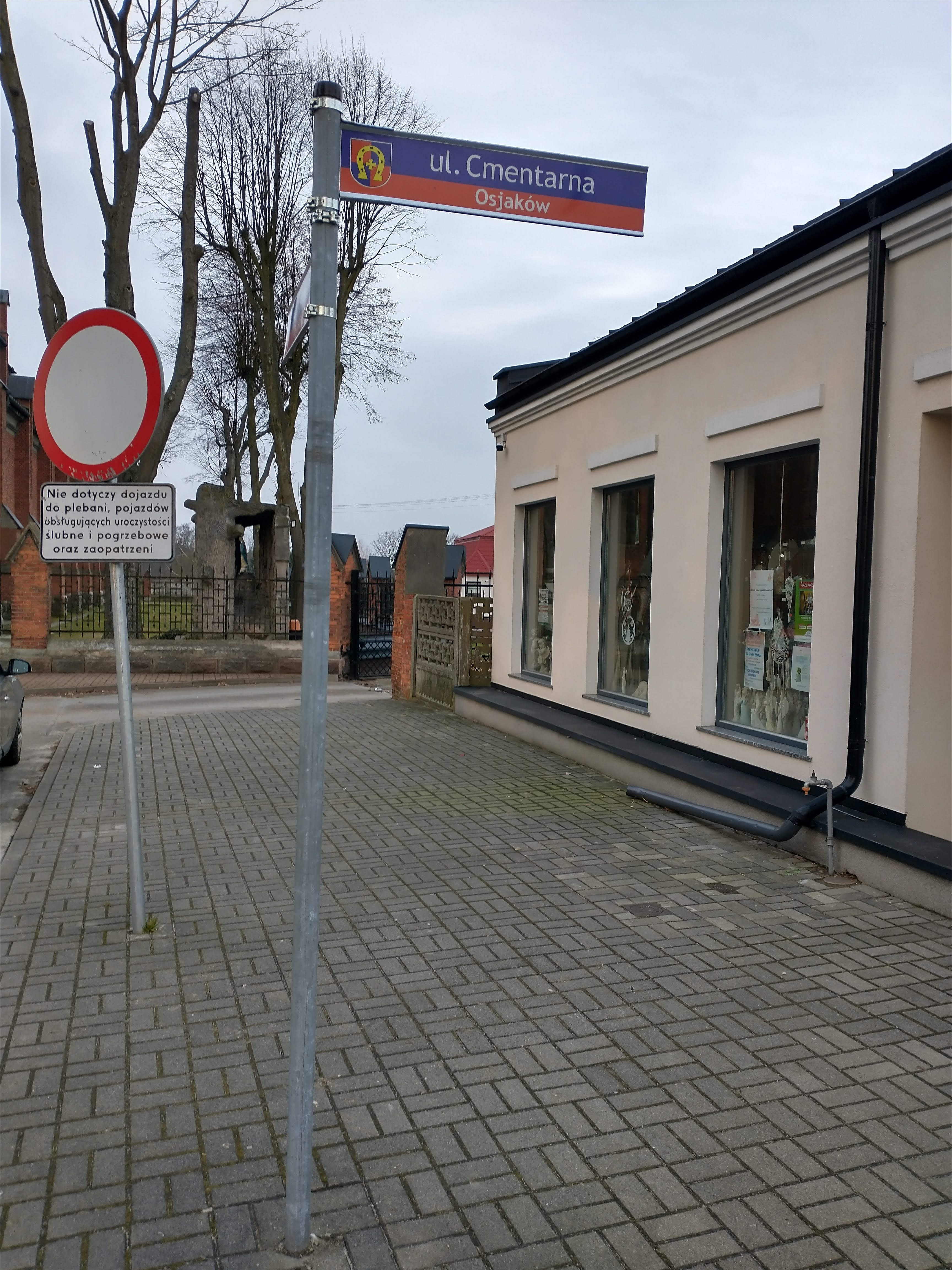
Fragment rynku
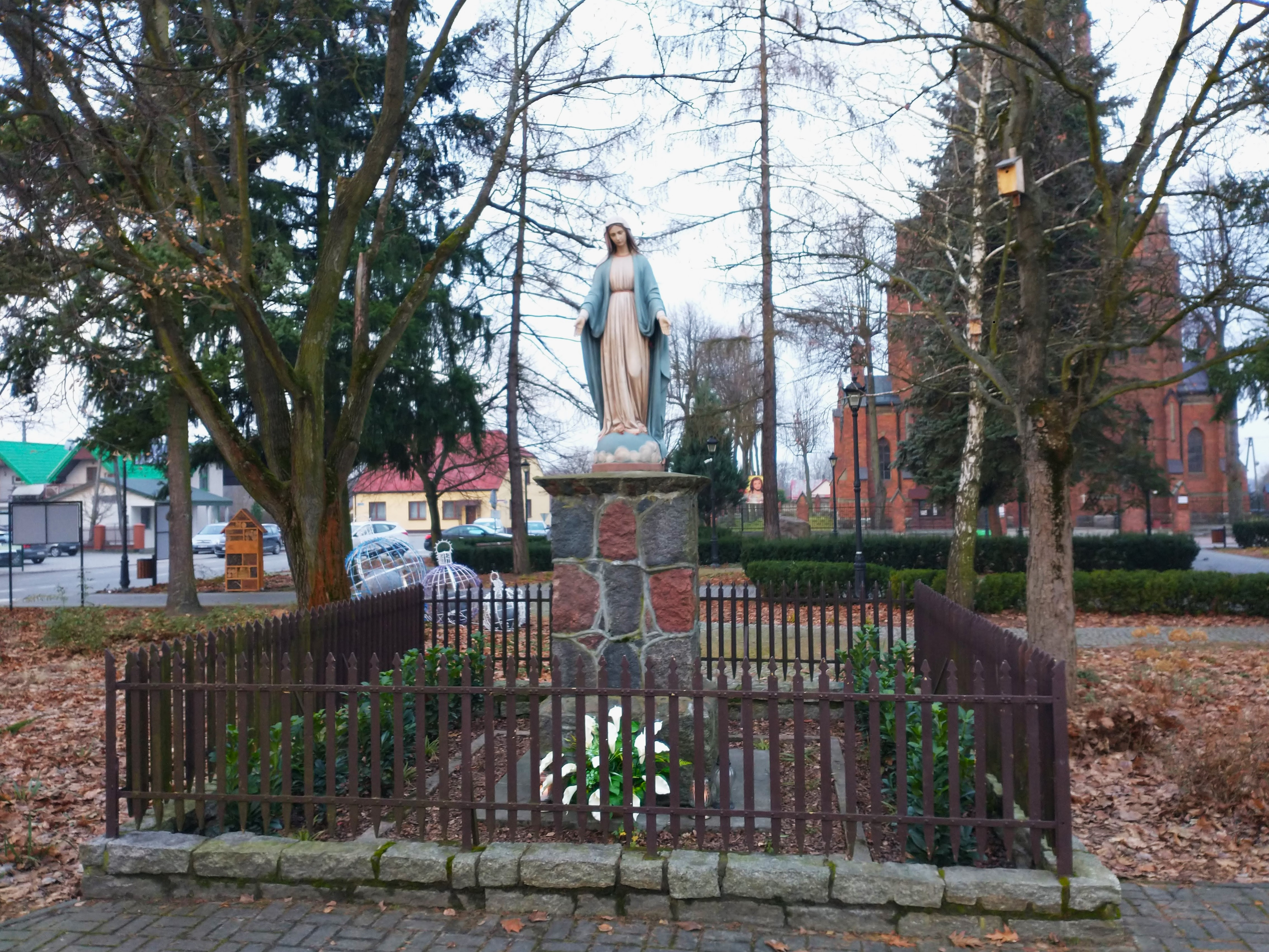
Kapliczka przy rynku

### II wojna światowa
Przed II wojną światową 60% mieszkańców stanowili Żydzi. Miejscowość żyła z rolnictwa i handlu. W 1940 roku Niemcy zorganizowali dla ludności żydowskiej getto. Nie miało ono charakteru zamkniętego. W sierpniu 1942 roku rozpoczęto likwidację getta. Żydów z Osjakowa i z gminy Kiełczygłów zamknięto w kościele w Osjakowie. Przebywali w nim stłoczeni przez kilka dni bez pożywienia. Wywieziono ich do obozu zagłady w Chełmnie nad Nerem i tam wymordowano. W ten sposób żyjąca od blisko 300 lat żydowska mniejszość w Osjakowie przestała istnieć.

## Zabytki
Neogotycki kościół św. Jadwigi wzniesiony został w latach 1912–1914 na miejscu poprzednich: z 1522 i kolejnego z 1649 r. W kościele m.in. późnogotycka chrzcielnica z XVI w. Na wieży kościoła znajduje się zegar wykonany w 1938 roku przez Józefa Ambroziego z Tuszyna. Zachowała się też była synagoga. W centrum miejscowości stoi pomnik poświęcony ofiarom ludobójstwa niemieckiego. Na cmentarzu wiele pomników przyrody i mogiła powstańców poległych 17 marca 1863 r. w bitwie pod Radoszewicami oraz mogiły ofiar niemieckiego terroru.

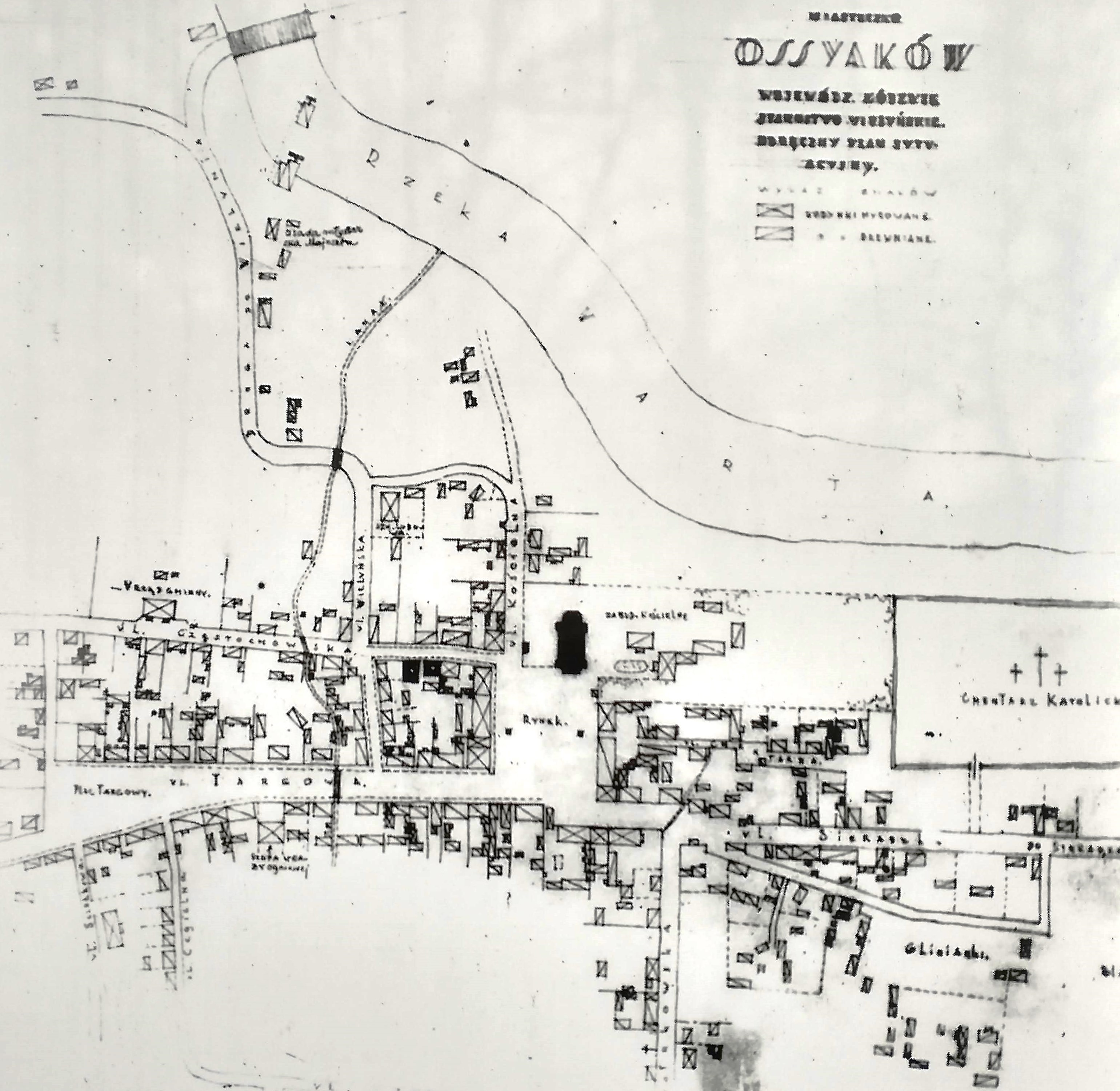
Odręczny plan Osjakowa nieznanego autora z 1920
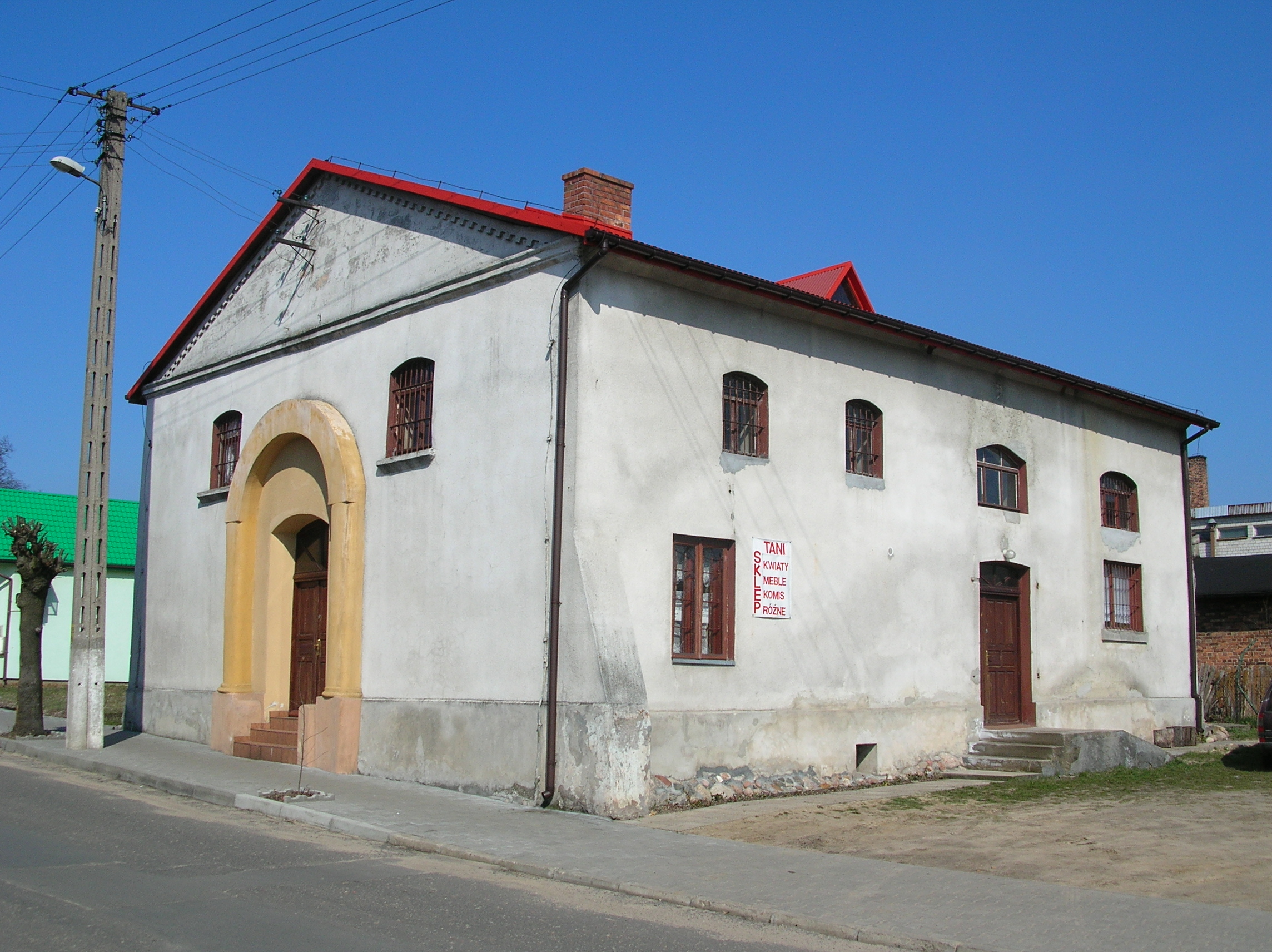
Synagoga w Osjakowie